# An-Marie Ekfeldt
An-Marie Margareta Ekfeldt, född Andersson 9 oktober 1944 i Uppsala, är en svensk skådespelare, filmproducent, professionell golfspelare och golfinstruktör. Hon är bosatt i Los Angeles.
Ekfeldt började att spela golf vid 48 års ålder och blev medlem i LPGA vid 59 års ålder.

## Filmografi[2]

### Roller
- 1970 – Skräcken har 1000 ögon - flicka

### Producent
- 1980 – Factory

### Segrar[1]
- 2000 – Swedish Media Championship
- 2002 – Santa Barbara Women's Open
- 2004 – Los Angeles City Senior Women's Championship

### Utmärkelser[1]
- 2003 – Rancho Park Women's Golf Club - The Most Improved Player of the Year

### Fotnoter
1. 1 2 3 4   Red Tee - An Marie Ekfeldt[död länk]
2. ↑   An-Marie Ekfeldt på Svensk Filmdatabas